# Елдорет
Елдоре́т (англ. Eldoret, у перекладі з мов. масаї — Кам'яна річка) — місто на заході Кенії, у провінції Рифт-Валлі. Елдорет є столицею округу Васін-Гішу.

## Географія
Елдорет знаходиться на заході країни, поблизу кордону з Угандою, за 360 км на південь від міста Лодвар. Висота міста над рівнем моря становить 2117 м. Місто розташоване на трансафриканському шосе і угандійській залізниці. Поблизу Елдорета президент Кенії Даніель Арап Мої побудував надсучасний міжнародний аеропорт.

### Клімат
Місто знаходиться у зоні, котра характеризується морським кліматом. Найтепліший місяць — лютий із середньою температурою 18.9 °C (66 °F). Найхолодніший місяць — липень, із середньою температурою 16.1 °С (61 °F).
| Клімат Елдорета         | Клімат Елдорета | Клімат Елдорета | Клімат Елдорета | Клімат Елдорета | Клімат Елдорета | Клімат Елдорета | Клімат Елдорета | Клімат Елдорета | Клімат Елдорета | Клімат Елдорета | Клімат Елдорета | Клімат Елдорета | Клімат Елдорета |
| Показник                | Січ.            | Лют.            | Бер.            | Квіт.           | Трав.           | Черв.           | Лип.            | Серп.           | Вер.            | Жовт.           | Лист.           | Груд.           | Рік             |
| Абсолютний максимум, °C | 32              | 32              | 32              | 30              | 32              | 32              | 32              | 30              | 32              | 33              | 33              | 37              | 37              |
| Середній максимум, °C   | 22              | 23              | 23              | 21              | 21              | 20              | 19              | 20              | 21              | 22              | 21              | 21              | 21              |
| Середня температура, °C | 18              | 18              | 18              | 18              | 17              | 16              | 16              | 16              | 16              | 17              | 17              | 17              | 17              |
| Середній мінімум, °C    | 13              | 13              | 14              | 14              | 13              | 12              | 12              | 12              | 12              | 13              | 13              | 13              | 13              |
| Абсолютний мінімум, °C  | 6               | 7               | 7               | 7               | 7               | 1               | 2               | 5               | 4               | 0               | 2               | 5               | 0               |
| Норма опадів, мм        | 30              | 50              | 70              | 150             | 140             | 120             | 160             | 180             | 100             | 60              | 60              | 40              | 1230            |
| ----------------------- | --------------- | --------------- | --------------- | --------------- | --------------- | --------------- | --------------- | --------------- | --------------- | --------------- | --------------- | --------------- | --------------- |
| Джерело: Weatherbase    |                 |                 |                 |                 |                 |                 |                 |                 |                 |                 |                 |                 |                 |

## Історія
На час приходу європейців в район, де зараз розташоване місто Елдорет (кінець XIX століття), цю територію населяли народи масаї і  Нанді .
Першими жителями в районі сучасного Елдорета були 58 сімей африканерів, переселенців з Південної Африки, які влаштувалися тут в 1908 році. Пізніше, в 1911 році, до них приєдналися ще 60 сімей, а пізніше — численні вихідці з країн Європи та Азії. Офіційно поселення виникло в 1910 році, коли на одній з місцевих ферм було відкрито поштове відділення. Спочатку селище був відоме як  Ферма 64 , так як на той момент Угандійська залізниця закінчувалася за 64 милі від населеного пункту, у Кібігорі. У 1912 році селище було перейменовано в Елдорет.
Разом з будівництвом угандійської залізниці, яка досягла Елдорета в 1924 році, почався господарський розквіт міста. У 1928 році в місті був проведений водопровід і каналізація, в 1933 році він був електрифікований. Насьогодні Елдорет — місто Кенії яке найбільш динамічно розвивається. У 1984 році тут був відкритий університет Мої (названий на честь президента Кенії, Даніеля Арап Мої). До 1987 року в Елдореті залишалися тільки 2 сім'ї африканерів, всі інші повернулися в ПАР в кінці 50-х і початку 60-х років, після повстання Мау-мау.
У грудні 2007 року в Елдореті, після проведення в Кенії президентських виборів, відбулися заворушення, що супроводжувалися масовими вбивствами і підпалами. Щонайменше 30 осіб, що належали до народності кікуйю, були спалені в церкви прихильниками кандидата від опозиції .

## Населення
За даними на 2009 рік населення міста становить 289 380 осіб